# .do
.do — в Інтернеті, національний домен верхнього рівня (ccTLD) для Домініканської Республіки.

## Домени 2-го та 3-го рівнів
В цьому національному домені нараховується близько 1,120,000 вебсторінок (станом на січень 2007 року).
У наш час використовуються та приймають реєстрації доменів 3-го рівня такі доменні суфікси (відповідно, існують такі домени 2-го рівня):
| Суфікс  | Регламентовані користувачі                                            |
| .com.do | Комерційні установи, корпорації                                       |
| .edu.do | Наукові та дослідницькі установи, коледжі, університети або інститути |
| .gob.do | Державні та урядові установи                                          |
| .gov.do | Державні та урядові установи                                          |
| .mil.do | Військові організації                                                 |
| .net.do | Провайдери, організації, пов'язані з мережами                         |
| .org.do | Неприбуткові, неурядові організації                                   |